# Terralonus californicus
Terralonus californicus is een spinnensoort in de taxonomische indeling van de springspinnen (Salticidae).
Het dier behoort tot het geslacht Terralonus. De wetenschappelijke naam van de soort werd voor het eerst geldig gepubliceerd in 1888 door Elizabeth Maria Gifford Peckham & George William Peckham.